# Caballero Negro (Sir Percy)
Sir Percy de Scandia, también conocido como el Caballero Negro original, es un personaje ficticio que aparece en los cómics estadounidenses publicados por Marvel Comics. Fue un caballero medieval creado por el escritor y editor Stan Lee y el artista Joe Maneely.

## Historial de publicaciones
El primer caballero negro de Marvel Comics, Sir Percy de Scandia, apareció por primera vez en la serie de aventuras medievales Black Knight # 1-5 (mayo-diciembre de 1955) de Atlas Comics, el precursor de los años 50 de Marvel Comics. La serie de cinco números fue escrita por Stan Lee, con arte de Joe Maneely en los primeros tres interiores y las cinco portadas. Fred Kida y el equipo de Syd Shores y Christopher Rule dibujaron historias en los dos últimos números.
Sir Percy apareció en Mystic Arcana, representando el elemento de la tierra.

## Biografía
El Caballero Negro original es Sir Percy de Scandia, un caballero del siglo sexto que sirve en la corte del Rey Arturo Pendragón como su mejor guerrero y uno de los Caballeros de la Mesa Redonda. Reclutado por el mago Merlín, Percy adopta una identidad doble y pretende ser totalmente incompetente hasta convertirse en la personalidad del Caballero Negro. Como el Caballero Negro, Percy maneja la Espada Ébano, que Merlín forjó a partir de un meteorito. Un enemigo constante del malvado caballero Mordred el Mal (el "sobrino" traidor de Arturo) y Morgan le Fay, con el tiempo Sir Percy retiró su doble identidad y se casó con Lady Rosamund.
Percy finalmente es asesinado en el castillo Scandia por Mordred durante la caída de Camelot cuando es apuñalado por la espalda con una espada encantada hecha del mismo material que su propia espada de ébano, aunque Mordred muere de las heridas infligidas por Arthur durante la Batalla de Camlann antes que día. Merlín asegura que el espíritu de Percy vivirá al lanzar un hechizo que revivirá a su fantasma si Mordred alguna vez regresara.
Sir Percy fue sobrevivido por un hijo, Geoffrey. Más tarde, Lady Rosamund dio a luz a su segundo hijo, Edward el póstumo, quien supuestamente se convirtió en antepasado de "un linaje orgulloso". Los descendientes de Sir Percy adoptaron la identidad del Caballero Negro: Sir Raston, activo a fines del siglo VI y principios del siglo VII, que eventualmente se convirtió en un agente del viajero del tiempo Kang el Conquistador; y Sir Eobar Garrington, un caballero del siglo XII al servicio de Ricardo Corazón de León durante la Tercera Cruzada.
El espíritu de Percy ha aparecido varias veces para aconsejar a su descendiente, Dane Whitman. Primero apareció como un fantasma para actuar como mentor de Dane, revelando las circunstancias de su muerte, y apareció varias veces posteriormente como un fantasma, convocado para dar consejos. Percy finalmente fue liberado del plano mortal por el Doctor Strange.
Su espíritu volvió a aparecer ante Dane Whitman, revelando cómo se casó con Lady Rosamund. Su espíritu tomó posesión del cuerpo de Dane. Con Doctor Strange, luchó contra Morgan le Fay y Balor, y fue rescatado por Valkyrie. Luego convirtió a Sean Dolan en su escudero. Su espíritu tomó posesión de Espada Ébano.

## Poderes y habilidades
El Caballero Negro era un hombre atlético sin poderes sobrehumanos. Era un maestro de la esgrima, la equitación y todas las formas de combate conocidas en Gran Bretaña en la época de Camelot. También fue un talentoso poeta, cantante y músico con laúd.
Percy manejaba la Espada Ébano, y los hechizos de Merlín hicieron que el Caballero Negro fuera invulnerable a daño físico siempre y cuando sostuviera la Espada ébano. Sin embargo, los hechizos fueron ineficaces contra un arma hecha del mismo metal que la espada de ébano. También vestía una armadura corporal y un casco que se veían igualmente impenetrables por los hechizos de Merlín.

## En otros medios

### Televisión
Sir Percy apareció en el episodio de Spider-Man and His Amazing Friends, "Knights & Demons" (que fue guionizado por Don Glut), con la voz de Vic Perrin. Dane Whitman también debía aparecer, pero fue rechazado para evitar confusiones.

### Videojuego
Sir Percy aparece en Lego Marvel Super Heroes 2. Reside en la sección medieval de Inglaterra de Chronopolis, donde su castillo fue tomado por Encantadora y Nathan Garrett que lo encarcelaron. Nathan Garrett personificó a Sir Percy hasta que el Capitán Avalon expuso su identidad. Después de que el Capitán América, el Capitán Avalon, el Doctor Strange y Star-Lord derrotasen a Encantadora y Nathan Garrett, Sir Percy es liberado por el Doctor Strange quien agradece a los héroes por ayudar a reclamar su reino.